# Omul-fantă
„Omul-fantă”, subîntitulată Se închină lui Georg Wilhelm Friedrich Hegel, este anti-elegia, a zecea poezie-elegie de Nichita Stănescu din volumul 11 elegii, apărut în 1966.

## Comentarii
În opinia criticului Ion Pop, „nu este o elegie, pentru că Omul-fantă e simbolul universalei cuprinderi, al totalei îmbrățișări a lumii…”. Luis Bolle vine cu alt argument: „Această elegie e ne-numerotată căci, într-un anume fel, omul-fantă, privire pură, pare a nu avea «ochi propriu» și nu poate «intra în calcul»”. (Imagini și limbaj, cf. Nichita Stănescu, frumos ca umbra unei idei, 1985, p. 231). Mircea Martin propune concluzii: „Aspirația spre unitate existențială și gnoseologică se realizează plenar în poemul Omul-fantă. Întâlnim aici o suprapunere a ființei cu Marele Tot, o identificare conștientă de sine” (Generație și creație, EPL, 1969, p. 11-12). Eugen Simion schimbă registrul: “Omul-fantă este un divertisment comic într-o operă serioasă. Ca să nu supere pe zeu, luptătorul așeză la coada cortegiului triumfal un bufon. Comicăria este supapa necesară tragicului pentru a nu muri de congestie. Omul-fantă este spiritul pozitivist care trăiește în lumea aparențelor (…). El poate fi identificat cu conștiința noastră limitat existențială…” (Scriitori români de azi, I, 1978, p. 181-182). Pentru Ștefania Mincu (1987), „Omul-fantă e omul văzut din exterioritatea sa; este doar ideea de om, cu totul impersonală și abstractă” (p.109).